# ثبج سقطري
الثبج السقطري أو الثبج المخطط السقطري أو البومة المتوارية السقطرية (الاسم العلمي: Otus socotranus) هي بومة صغيرة متوطنة في جزيرة سقطرى، اليمن.

## الوصف
هي بومة صغيرة جدًا مخططة بشكل كبير ومحددة على أجزائها العليا ذات اللون الرمادي الرملي الباهت، والأجزاء السفلية باهتة مع خطوط أغمق وفواصل داكنة رقيقة. يحتوي قرص الوجه على هوامش غير بارزة، كما أن شريط الكتف ليس واضحًا كما هو الحال في البوم ذو اللون الرملي. خصلات الأذن صغيرة جدًا والعينان صفراوتان. يبلغ طول البومة 15–16 سنتيمتر (5.9–6.3 بوصة).

### الصوت
نداء البومة السقطرية هو سلسلة متكررة من النغمات المنخفضة الحدة تشبه تلك الموصوفة للبومة الشرقية (Otus sunia).

## الموئل والتوزيع
البومة السقطرية مستوطنة في جزيرة سقطرى في المحيط الهندي قبالة القرن الأفريقي، والتي تقع داخل أراضي اليمن.  توجد البومة في أكثر من 45٪ من أراضي الجزيرة، ومعظم جمهرتها في المناطق التي توجد بها أشجار النخيل الناضجة.  موطن البومة المفضل هو شبه صحراوي صخري مع أشجار وشجيرات متناثرة. 

## السلوك
لا يُعرف سوى القليل جدًا عن سلوك بومة سقطرى، وربما تتغذى بشكل أساسي على الحشرات والفقاريات الصغيرة؛ احتوت محتويات معدة عينة واحدة على جنادب، حريش، وسحليتين. وقد لوحظ أيضًا أنها تطير بحثًا عن العث عند الغسق، بطريقة مماثلة للسبد. لا يُعرف سوى القليل جدًا عن سلوك التكاثر، ولكن تم الإمساك بأنثى بومة مصابة بتضخم المبايض. ربما تستخدم تجاويف طبيعية للتعشيش.  تم تسجيل صغيرين يبلغان من العمر 20 يومًا في العش في فبراير، مما يشير إلى أن البيض قد وضع في أوائل يناير. 

## التصنيف
كانت البومة السقطرية في السابق مجمعة مع البومة الأذناء الأفريقية (Otus senegalensis) لكن الاختلافات في الريش والأصوات أدت إلى تقسيمها إلى نوع منفصل. تشير الأبحاث الجينية الحديثة إلى أن أقرب أقربائها هم البومة الأذناء الشرقية والبومة السيشيلية (Otus insularis). 